# Gheorghe Iamandi
Gheorghe Iamandi (Bucarest, 7 de abril de 1957-Tulcea, 6 de febrero de 2024) fue un futbolista y entrenador de fútbol rumano que jugó en la posición de delantero.

## Carrera

### Jugador
| Periodo   | Club                 |
| --------- | -------------------- |
| 1978-1979 | FC Delta Tulcea      |
| 1980-1983 | FC Olt Scornicești   |
| 1983–1984 | FC Dinamo București  |
| 1984      | CS Târgoviște        |
| 1985      | CS Bacău             |
| 1985–1986 | FC Petrolul Ploiești |
| 1986–1989 | FC Delta Tulcea      |

### Entrenador
Dirigió al FC Delta Tulcea de 2011 a 2013, además de ser oficial de policía en Tulcea.

## Logros
- Divizia A: 1983–84
- Cupa României: 1983–84